# Oľga Borodáčová
Oľga Borodáčová, nata Országhová (Martin-Záturčie, 16 dicembre 1899 – Bratislava, 13 settembre 1986), è stata un'attrice slovacca, moglie del regista Janko Borodáč.

## Biografia
Studiò recitazione a Praga dal 1920 al 1921 e pressoché per tutta la vita, con l'eccezione di due anni all'inizio degli anni 1920 e degli 8 anni in cui risiedette a Košice (1945 - 1953), fu fino al pensionamento (1978) esponente del teatro di prosa del Teatro Nazionale Slovacco di Bratislava. Realizzò grandi interpretazioni in drammi classici slovacchi e russi: Mara nella "Legge delle donne" di Jozef Gregor Tajovský, Málika in "Marína Havranová" di Ivan Stodola, Eva in "Bačova žena", sempre di Ivan Stodola e la regina Tamara nella tragedia "Erode ed Erodiade" di Pavol Országh Hviezdoslav.
Dal 1928 al 1942 fu insegnante nell'Accademia musicale e drammatica di Bratislava. Fu attrice in 7 lungometraggi.
Nel 1955 lo Stato le conferì il titolo di Artista meritevole e nel 1961 il titolo di Artista nazionale.

## Filmografia

### Cinema
- Milan Rastislav Štefánik, regia di Jan Sviták (1935)

- Neporažená armáda, regia di Jan Bor (1938)
- Katka, regia di Ján Kadár (1950)
- Kozie mlieko, regia di Ondrej Jariabek (1950)
- Priehrada, regia di Paľo Bielik (1950)
- Nástup, regia di Otakar Vávra (1953)
- Život na úteku, regia di Jozef Režucha (1975)